# Caroní (municipalité)
Pour les articles homonymes, voir Caroni.
Caroní est l'une des onze municipalités de l'État de Bolívar au Venezuela. Son chef-lieu est Ciudad Guayana. En 2011, la population s'élève à 706 736 habitants.

## Géographie

### Subdivisions
La municipalité est divisée en onze paroisses civiles avec, chacune à sa tête, une capitale (entre parenthèses) :
- Cachamay (Ciudad Guayana) ;
- Cinco de Julio (Moruca) ;
- Chirica (Ciudad Guayana) ;
- Dalla Costa (Ciudad Guayana) ;
- Once de Abril (Ciudad Guayana) ;
- Pozo Verde (Pozo Verde) ;
- Simón Bolívar (Ciudad Guayana) ;
- Unare (Ciudad Guayana) ;
- Universidad (Ciudad Guayana) ;
- Vista al Sol (Ciudad Guayana) ;
- Yocoima (El Rosario).

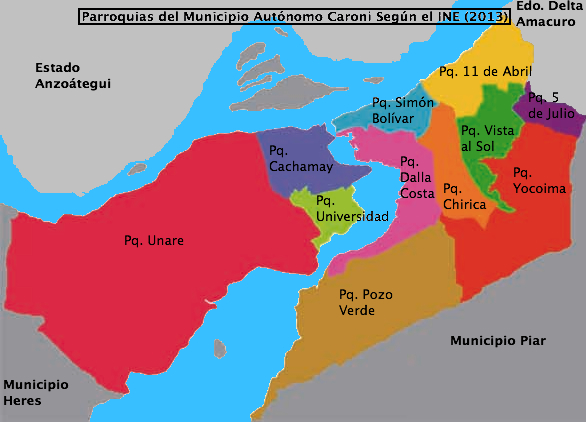
Carte des paroisses civiles de la municipalité de Caroní.